# 1884 en Suisse
Chronologie de la Suisse
- 1880
- 1881
- 1882
- 1883
- 1884
- 1885
- 1886
- 1887
- 1888

Chronologie de la Suisse
1883 en Suisse - 1884 en Suisse - 1885 en Suisse

## Gouvernement au1erjanvier 1884
- Conseil fédéral[1]
  - Emil Welti (PRD), président de la Confédération
  - Karl Schenk (PRD), vice-président de la Confédération
  - Adolf Deucher (PRD)
  - Bernhard Hammer (PRD)
  - Louis Ruchonnet (PRD)
  - Wilhelm Hertenstein (PRD)
  - Numa Droz (PRD)

## Évènements
- Mardi 1er janvier : entrée en vigueur de la loi fédérale concernant la propriété littéraire et artistique.
- Dimanche 11 mai : 
  - Votations fédérales. Le peuple rejette, par 149 729 non (41,1 %) contre 214 916 oui (58,9 %), la Loi fédérale concernant l'organisation du département fédéral de justice et police.
  - Votations fédérales. Le peuple rejette, par 189 550 non (52,1 %) contre 174 195 oui (47,9 %), l’Arrêté fédéral concernant les taxes de patente des voyageurs de commerce.
  - Votations fédérales. Le peuple rejette, par 202 773 non (56,0 %) contre 159 068 oui (44,0 %), la Loi fédérale concernant l'adjonction d'un article au code pénal fédéral.
  - Votations fédérales. Le peuple rejette, par 219 728 non (61,5 %) contre 137 824 oui (38,5 %), l’Arrêté fédéral allouant une subvention de 10,000 francs à la légation suisse à Washington pour son secrétariat.

- Lundi 2 juin : inauguration à Genève du monument du général Dufour.

- Mardi 1er juillet : ouverture de l’Hôtel Kursaal à Maloja (GR).

- Samedi 16 août : inauguration de la ligne de chemin de fer à voie étroite des Chemins de fer du Jura entre Tavannes et Tramelan (BE).

- Lundi 1er septembre : ouverture à Genève de la IIIe Conférence internationale des sociétés de la Croix-Rouge.
- 30 septembre : Zurich réintroduit la peine de mort pour homicide.
- Samedi 1er novembre : entrée en vigueur de la loi fédérale sur les taxes postales.
- Lundi 10 novembre : ouverture de la Bourse de Berne.
- Samedi 29 novembre : inauguration de l’Hôpital de l’Île à Berne

- Ouverture de l'usine de produits chimiques Ciba à Bâle.

## Décès
- Lundi 14 janvier : Philippe Suchard, chocolatier, à Neuchâtel, à l’âge de 86 ans.
- Vendredi 8 février : Arnold Guyot, géographe, à Princeton (New Jersey), à l’âge de 76 ans.
- Jeudi 15 mai : Samuel Darier, architecte, à Genève, à l’âge de 76 ans.
- Vendredi 1er août : Carlo Bossoli, peintre, à Turin (Piémont), à l’âge de 69 ans.
- Samedi 16 août : Jean-Léonard Lugardon, peintre, à Genève, à l’âge de 82 ans.
- Mercredi 3 décembre : Gustave Bridel, ingénieur ECP, à Berne, à l’âge de 57 ans.